# Wissenschaftliche Stadtbibliothek Memmingen

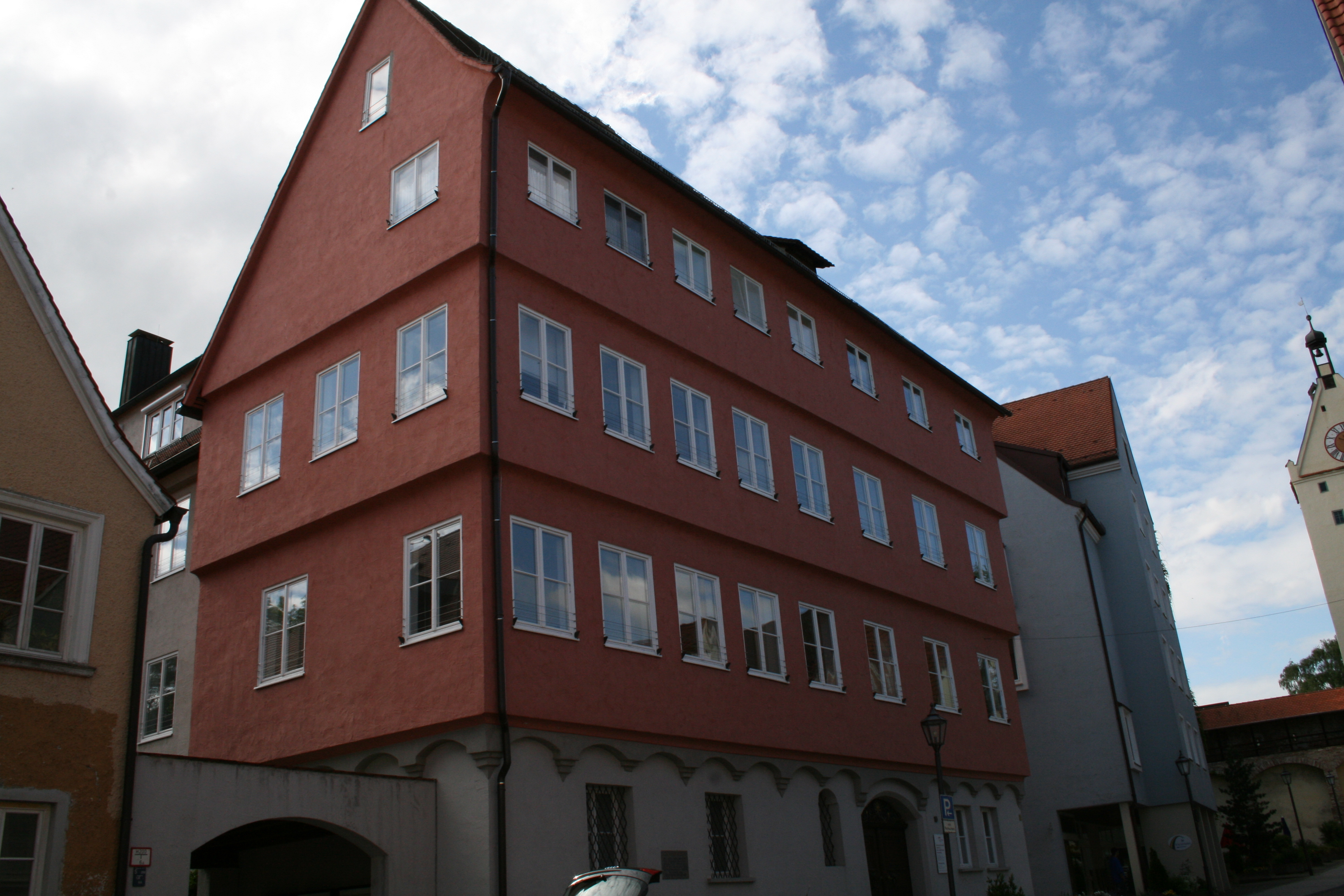
Das Grimmelhaus, in dem die Bibliothek untergebracht ist.

Die historischen Buchbestände des Stadtarchivs der oberschwäbischen Stadt Memmingen reichen zurück bis in das 15. Jahrhundert, der Bestand umfasst geschätzt etwa 40.000 Bände.

## Geschichte
Antoniterpräzeptor Petrus Mitte von Caprariis übergab 1467 von ihm erworbene Bücher der Stadt Memmingen. Im Laufe der Memminger Reformation wurde mit der Auflösung der Memminger Antoniterniederlassung der komplette Buchbestand zur ersten „Stadtbibliothek“ im nunmehrigen Pfarrhaus der schräg gegenüberliegenden Stadtpfarrkirche St. Martin. Die Geistlichkeit der evangelischen Kirche betreute den Bücherbestand, welcher vor allem aus Schriften über Theologie, Kirchenrecht und Geschichte bestand. In der frühen Neuzeit wurden zielgerichtet neue Werke erworben. 1803 wurde die Bibliothek ins Steuerhaus verlegt. Hier verblieb sie, mit einer kurzen Unterbrechung (während einer Auslagerung in die Josefskirche im Zweiten Weltkrieg) bis zur Verlegung 1948 ins Rathaus. 1977 wurden die Bestände zusammen mit der bisherigen Stadtbücherei in das zum Teil um- und neugebaute Grimmelhaus verlegt. Dort verblieben beide Bibliotheken bis zur Teilung in eine Stadtbibliothek für die Allgemeinliteratur (Antoniterhaus) und eine Wissenschaftliche Stadtbibliothek für landes-, regional- und stadtgeschichtliche Literatur (Grimmelhaus).

## Buchbestand
Der Bestand mit etwa 40.000 Bänden, welcher laufend durch gezielte Zukäufe und Schriftentausch erweitert wird, ist Teil des Stadtarchivs (bis 2021 Wissenschaftliche Stadtbibliothek). 